# 펠로피다스

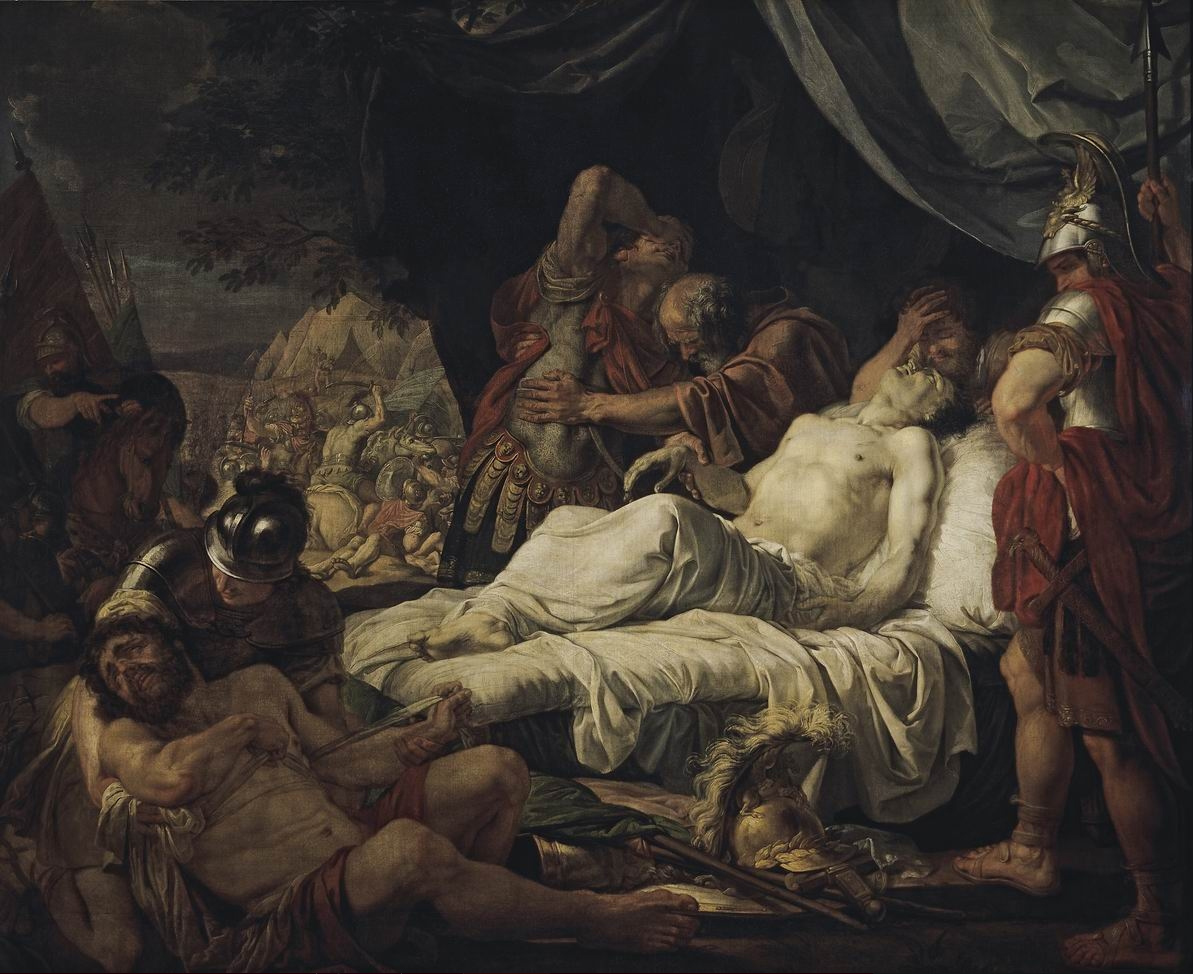
펠로피다스의 죽음, by Andrey Ivanov, 1805-1806

펠로피다스(고대 그리스어: Πελοπίδας, 라틴어: Pelopidas, ? - 기원전 364년)는 고대 테바이의 정치가이자, 장군이다.

## 생애
펠로피다스는 테바이의 부유한 명문 귀족 집안에서 태어났다. 기원전 385년, 스파르타와 만티네이아에서 전투를 벌이자 테바이가 지원군을 보냈을 때, 그 안에 펠로피다스와 에파메이논다스도 있었다. 이 전투에서 그는 죽을 위기에 빠졌고, 그때 친구인 에파메이논다스는 상처를 입고서도 몸을 던져 펠로피다스를 구했다.
패권국 스파르타의 위험을 헤아린 펠로피다스는 기원전 383년(382?) 테바이를 떠나 아테나이에 잠입한다. 병합된 테바이의 독립을 위한 주동자가 되어, 기원전 379년, 에파메이논다스와 함께 친 스파르타 정적들을 물리치고 테바이를 스파르타의 멍에로부터 해방시켜 그리스의 패권국으로 끌어 올렸다. 주로 에파메이논다스가 테바이 남쪽의 아테네와 스파르타를 상대로 싸운 반면(테귀라 전투), 펠로피다스는 테살리아 등 북쪽의 적과 싸웠다. 기원전 364년, 그는 페라이트의 참주 알렉산드로스와의 전투(키노스케팔라이 전투)에서 테바이에 승리를 가져왔지만, 승리와 목숨을 바꾸었다.
플루타르코스 영웅전의 대비 열전에서는 같이 맹장이며, 그리고 (양자 모두 목숨을 잃게 되는) 물정에 어둡고, 욱하는 성격으로 알려진 마르쿠스 클라우디우스 마르켈루스와 서로 비교되고 있다.

## 같이 보기
- 디오도로스 시켈로스
- 패권
- 헤일로타이
- 테바이 신성대